# Zoniopoda iheringi
Zoniopoda iheringi är en insektsart som beskrevs av Francois Jules Pictet de la Rive och Henri Saussure 1887. Zoniopoda iheringi ingår i släktet Zoniopoda och familjen Romaleidae. Inga underarter finns listade i Catalogue of Life.